# نون سوبوتیچ
نون سوبوتیچ (صربی: Heвeн Cубoтић؛ زادهٔ ۱۰ دسامبر ۱۹۸۸) بازیکن فوتبال اهل صربستان است.
از باشگاه‌هایی که در آن بازی کرده‌است می‌توان به ماینتس ۰۵، بروسیا دورتموند، کلن و سن-اتین است.
وی همچنین در تیم ملی فوتبال صربستان بازی کرده‌است.